# Elizabeth I
Cet article traite de la minisérie. Pour la reine du même nom, voir Élisabeth Ire (reine d'Angleterre)
Elizabeth I est une mini-série britannique en deux épisodes réalisée par Tom Hooper, et diffusée sur Channel 4 le 29 septembre 2005 au Royaume-Uni, puis sur HBO aux États-Unis, avec Helen Mirren dans le rôle-titre, et Jeremy Irons dans celui de son amant le Comte Robert Dudley.
La série est un succès critique et reçoit plusieurs récompenses, notamment les Emmys et les Golden Globes de la meilleure minisérie, de la meilleure actrice (Mirren) et du meilleur acteur dans un second rôle (Irons).
Plus tard dans l'année, Helen Mirren joue dans le film The Queen de Stephen Frears, biopic sur la reine Élisabeth II, rôle pour lequel elle remporte entre autres l'Oscar de la meilleure actrice.

## Synopsis
La 1re partie s'attarde sur la relation entre Élisabeth et son ami et confident Robert Dudley, 1er Comte de Leicester, et comment leur romance a traversé la proposition de mariage avec le jeune duc d'Anjou, la guerre avec l'Espagne, et l'exil du comte de la cour, pour finir avec la mort de celui-ci en 1588.
La 2e partie suit Élisabeth dans les dernières années de son règne, au cours desquelles elle a une liaison avec le beau-fils du Comte de Leicester, le Comte d'Essex, dont les ambitions politiques sont souvent mises en défaut par sa dévotion et sa loyauté envers la reine. Celle-ci, trouvant que le comportement de son favori devient de plus en plus répréhensible, se rapproche de Robert Cecil, qu'elle nomme Secrétaire d'État à la mort de Sir Francis Walsingham.
Tout au long des épisodes, Élisabeth, qui n'a pas d'héritier mâle, doit faire face aux problèmes de succession. Sa cousine Marie d’Écosse, emprisonnée, et son fils Jacques, trament pour obtenir le trône à sa mort, mais elle reste déterminée à ce qu'aucun des deux ne prenne sa place à sa mort.

## Fiche technique
- Titre : Elizabeth I
- Réalisation : Tom Hooper
- Scénario : Nigel Williams
- Images : Dmitrij Gribanov
- Musique : Robert Lane
- Production : Barney Reisz pour HBO Films
- Pays d'origine : Royaume-Uni
- Format : Super 16 - 1,78:1
- Genre : biographie
- Durée : 223 minutes
- Date de sortie : 29 septembre 2005

## Distribution
- Helen Mirren (VF : Sylvie Genty) : Élisabeth Ire d'Angleterre
- Jeremy Irons : Robert Dudley
- Patrick Malahide : Sir Francis Walsingham
- Toby Jones (VF : Sylvain Clément) : Robert Cecil
- Hugh Dancy : Robert Devereux
- Barbara Flynn : Marie Ire d'Écosse
- Simon Woods : Gifford
- Charlotte Asprey (VF : Marion Valantine) : Frances Walsingham
- Eddie Redmayne : Southampton

## Distinctions
- 58e cérémonie des Primetime Emmy Awards
  - Meilleure mini-série
  - Meilleure actrice dans une minisérie ou un téléfilm (Helen Mirren)
  - Meilleur acteur dans un second rôle dans une minisérie ou un téléfilm (Jeremy Irons)
  - Meilleure réalisation pour une minisérie ou un téléfilm (Tom Hooper)
  - Meilleure direction artistique
  - Meilleur casting dans une minisérie ou un téléfilm
  - Meilleur montage dans une minisérie ou un téléfilm
  - Meilleurs costumes dans une minisérie ou un téléfilm
  - Meilleures coiffures dans une minisérie ou un téléfilm
- 64e cérémonie des Golden Globes
  - Meilleure mini-série ou du meilleur téléfilm
  - Meilleure actrice dans une mini-série ou un téléfilm (Helen Mirren)
  - Meilleur acteur dans un second rôle dans une série, une mini-série ou un téléfilm (Jeremy Irons)
- 13e cérémonie des Screen Actors Guild Awards
  - Meilleure actrice dans une mini-série ou un téléfilm (Helen Mirren)
  - Meilleur acteur dans un second rôle dans une mini-série ou un téléfilm (Jeremy Irons)